# Josep Maria Algué i Sanllehý
Josep Maria Algué i Sanllehí (Manresa, 29 de desembre de 1856 - Roquetes, 27 de maig de 1930) fou jesuïta i meteoròleg, director de l'Observatori de Manila, investigador, inventor i escriptor científic.
Membre de la companyia de Jesús des de 1871, a Andorra. Després de fer una part dels estudis eclesiàstics a França, fou ordenat sacerdot el 1888. Amb una clara vocació per a l'astronomia, la sismologia i la meteorologia, el 1890 cursà estudis especialitzats a la universitat de Barcelona i feu pràctiques als observatoris de l'Havana, per estudiar meteorologia amb Viñes, Georgetown (EUA), sota la direcció del professor Hagen, i del Vaticà.
El 1897 esdevé director de l'Observatori de Manila (Filipines) després de col·laborar durant 4 anys amb el seu fundador, el jesuïta F. Faura. El 1898, després de la pèrdua de les illes Filipines per Espanya, treballa sota la bandera dels Estats Units.
Identificà l'origen de les trajectòries mitjanes dels ciclons, descobrint dos tipus bàsics: trajectòries parabòliques movent-se al voltant d'un centre anual d'altes pressions en el Pacífic Nord en sentit horari i, trajectòries en moviment lineal cap a l'oest des de les Filipines cap al sud de la Xina. Seguint els treballs previs de Faura i les idees de Viñes, el 1897 desenvolupà un instrument que venia a ser una modificació d'un baròmetre aneroide amb una escala ajustable que es podia usar per tot el pacífic amb un indicador que mostrava la direcció del vent. Aquest senzill instrument, el barociclonòmetre, va esdevenir molt popular pels navegants del pacífic, ja que ajudava a calcular la distància i el centre del tifó amb relativa precisió i beneficià la navegació a l'Extrem Orient abans de la invenció de la radiotelefonia.
Representà Espanya i els EUA en diferents congressos i exposicions internacionals. El govern dels EUA el cridà a Washington i li finançà la publicació en castellà del gran Atlas de Filipinas (1900); un any després, li encarregà l'organització del Servei Meteorològic de les Filipines. Comissionat pel mateix govern nord-americà, estudià l'Atlàntic Nord durant l'any 1912. Va escriure el primer llibre sobre tifons a les Filipines usant les dades de l'Observatori de Manila, primer en castellà: Baguíos y ciclones filipinos (1897) i més tard en anglès: The Ciclones of the Far East (1904). També són de destacar: El Barociclonómetro (1897), Las Nubes en el Archipiélago Filipino (1898), El Archipiélago Filipino (1900), Atlas de Filipinas (1904).
Membre honorífic de la Real Societat meteorològica de Londres i de l'Acadèmia Pontifícia de Roma. La ciutat de Manresa va proclamar-lo fill predilecte i col·locà el seu retrat a la Galeria de Manresans il·lustres, l'any 1959.